# Кутумов, Барай Алиевич
Барай мурза Алиевич Кутумов (ум. ок. 1648) — романовский мурза, полковой и городской воевода. Один из руководителей романовских служилых татар. Участник Второго народного ополчения под руководством Минина и князя Пожарского. Сын ногайского Али мурзы Кутумова, уехавшего в Россию из Ногайской Орды ок. 1564 г. По своему статусу, скорее всего, был выше татарских служилых князей, уступая только служилым царевичам и Иль мурзе Юсупову (позднее Сююш мурзе Юсупову).

## Служба
Барай Кутумов отметился своей службой в Смутное время.
- 1610 г. — по грамоте Лжедмитрия II пожалован в числе 5 романовских мурз во главе с Иль мурзой Юсуповым[1].
- 1611 г. — первый воевода в г. Романове[2].
- 1612 г. — один из руководителей похода на «гетмана Хоткевича и на польских и на литовских людей и на черкас».
- 1613 г. — в г. Вологде с отрядом казаков и татар для «обереганья».
- 1613 г. — прежние владения подтверждены жалованной грамотой.
- 1615 г. — под Олонцом вместе с Сююш мурзой Юсуповым с отрядами татар и казаков разгромил объединенные полки шведов и «черкас» (малороссийских казаков), прибывших с полковниками Сидоркой и Барышпольцем.
- 1627 г. — на Барая мурзу подана челобитная в том, что препятствовал крещению романовских татар.
- 1631 г. — в г. Романове[3].
- 1637 г. — в г. Романове.
- 1648 г. — поместья Барай мурзы Кутумова отказаны его детям.

## Родословная
Барай мурза происходит от ногайских владетельных князей (биев).
Его родословная:
эмир Идигей (ум. 1419) — Нураддин — Ваккас бий — Муса бий — Шейх-Мухаммед бий (ум. 1519) — Кутум мурза — Али мурза — Барай мурза.

## Семья
Сыновья: Хан мурза, Ян мурза, Казбулат мурза, Тахтаралей мурза.